# División de Honor Femenina A de hockey hierba 2022-23
La División de Honor Femenina de hockey hierba 2022-23, denominada Liga Iberdrola por motivos de patrocinio, fue la temporada 2022-23 de la máxima categoría española de hockey hierba. La disputaron doce equipos que se enfrentaron todos contra todos en formato de liga. La organizó la Real Federación Española de Hockey.

## Equipos
| Equipo                                 | Localidad                  | Estadio                       |
| -------------------------------------- | -------------------------- | ----------------------------- |
| Unión Deportiva Taburiente             | Las Palmas de Gran Canaria | Ciudad Deportiva Siete Palmas |
| Club de Campo Villa de Madrid          | Madrid                     | Club de Campo                 |
| Júnior Fútbol Club                     | San Cugat del Vallés       | Sant Cugat                    |
| Club Egara                             | Tarrasa                    | Pla de Bon Aire               |
| Real Club de Polo                      | Barcelona                  | Eduardo Dualde                |
| Real Sociedad Hockey Femenino          | San Sebastián              | Campo de Hockey Bera Bera     |
| Atlètic Terrassa Hockey Club           | Tarrasa                    |                               |
| SPV Complutense                        | San Sebastián de los Reyes |                               |
| Real Sociedad de Tenis de la Magdalena | Santander                  |                               |
| Sardinero Hockey Club                  | Santander                  |                               |
| Club Deportiu Terrassa                 | Tarrasa                    | Les Pedritxes                 |
| Club Hockey Pozuelo                    | Pozuelo de Alarcón         |                               |

## Clasificación
|                                                                 | Equipo                 | Puntos | J  | G  | E | P  | GF | GC | DG  |
| --------------------------------------------------------------- | ---------------------- | ------ | -- | -- | - | -- | -- | -- | --- |
| 1                                                               | Club de Campo          | 53     | 22 | 17 | 2 | 3  | 76 | 26 | 50  |
| 2                                                               | Júnior F. C.           | 51     | 22 | 16 | 3 | 3  | 70 | 22 | 48  |
| 3                                                               | R. C. Polo             | 48     | 22 | 15 | 3 | 4  | 62 | 24 | 38  |
| 4                                                               | Club Egara             | 47     | 22 | 15 | 2 | 5  | 50 | 30 | 20  |
| 5                                                               | U. D. Taburiente       | 43     | 22 | 13 | 4 | 5  | 51 | 39 | 12  |
| 6                                                               | Atlètic Terrassa H. C. | 30     | 22 | 9  | 3 | 10 | 40 | 33 | 7   |
| 7                                                               | Sanse Complutense      | 29     | 22 | 8  | 5 | 9  | 39 | 40 | -1  |
| 8                                                               | Real Sociedad S. S.    | 28     | 22 | 9  | 1 | 12 | 42 | 41 | 1   |
| 9                                                               | R. S. Tenis            | 21     | 22 | 5  | 6 | 11 | 31 | 46 | -15 |
| 10                                                              | Sardinero H. C.        | 15     | 22 | 4  | 3 | 15 | 23 | 67 | -44 |
| 11                                                              | C. D. Terrassa         | 12     | 22 | 3  | 3 | 16 | 18 | 49 | -31 |
| 12                                                              | C. H. Pozuelo          | 1      | 22 | 0  | 1 | 21 | 8  | 93 | -85 |
| Fuente: Federación Española de Hockey; actualización automática |                        |        |    |    |   |    |    |    |     |

## Playoff
|  | Semifinales | Semifinales   | Semifinales  |              |               | Final         | Final | Final |  |
|  |             |               |              |              |               |               |       |       |  |
|  |             |               |              |              |               |               |       |       |  |
|  | 1.º         | Club de Campo | 3            |              |               |               |       |       |  |
|  | 1.º         | Club de Campo | 3            |              |               |               |       |       |  |
|  | 4.º         | Club Egara    | 1            |              |               |               |       |       |  |
|  | 4.º         | Club Egara    | 1            |              | Club de Campo | Club de Campo | 2     |       |  |
|  |             |               |              |              | Club de Campo | Club de Campo | 2     |       |  |
|  |             |               | Júnior F. C. | Júnior F. C. | 4             |               |       |       |  |
|  | 2.º         | Júnior F. C.  | Júnior F. C. | Júnior F. C. | 4             | 2 (3)         |       |       |  |
|  | 2.º         | Júnior F. C.  |              |              |               | 2 (3)         |       |       |  |
|  | 3.º         | R. C. Polo    | 2 (2)        |              |               |               |       |       |  |
|  | 3.º         | R. C. Polo    | 2 (2)        |              |               |               |       |       |  |
|  |             |               |              |              |               |               |       |       |  |

### Playoutpor la permanencia
El penúltimo clasificado de la División de Honor juega un playout contra el segundo clasificado con posibilidades de ascenso de la División de Honor B:
|  | Final            |                  |   |   |   |  |
|  |                  |                  |   |   |   |  |
|  | Castelldefels HC | Castelldefels HC | 2 | 0 | 0 |  |
|  | Castelldefels HC | Castelldefels HC | 2 | 0 | 0 |  |
|  | CD Terrassa      | CD Terrassa      | 1 | 2 | 1 |  |
|  | CD Terrassa      | CD Terrassa      | 1 | 2 | 1 |  |